# Bitwa powietrzna
Bitwa powietrzna - wszelkie działania militarne przeprowadzane przez wojskowe statki powietrzne (samoloty, śmigłowce) w celu wyeliminowania statków powietrznych przeciwnika z danego obszaru przestrzeni powietrznej.
W trakcie walki trudno mówić o dowodzeniu, gdyż są to zazwyczaj pojedynki poszczególnych maszyn. Dopóki kilka maszyn znajduje się w rezerwie można nimi dowodzić poprzez skierowanie ich do walki w odpowiednim miejscu i momencie, jednak gdy walka rozpocznie się na dobre, dowódca traci większość kontroli nad podwładnymi.
Bitwa powietrzna trwa zwykle kilka lub kilkanaście minut. Za bitwy powietrzne uważa się czasami także wielkie kampanie lotnicze, np. Bitwę o Anglię.